# Martyna Swatowska-Wenglarczyk
Martyna Maria Swatowska-Wenglarczyk (* 8. Juli 1994 in Stettin als Martyna Swatowska) ist eine polnische Degenfechterin.

## Erfolge
Martyna Swatowska-Wenglarczyk begann im Alter von elf Jahren mit dem Fechten. Im Juniorenbereich vertrat sie Polen bei den Olympischen Jugend-Sommerspielen in Singapur und gewann dort Bronze im Einzel und Silber mit der Mannschaft. Ihren ersten größeren Erfolg bei den Erwachsenen erzielte sie bei der Sommer-Universiade 2017 in Taipeh, bei der sie Bronze mit der Mannschaft gewann. Dies gelang ihr mit der Mannschaft auch bei der Sommer-Universiade 2019 in Neapel. Die Europameisterschaften 2022 in Antalya beendete Swatowska-Wenglarczyk auf dem dritten Platz im Einzel. Im selben Jahr belegte sie Rang drei bei den Weltmeisterschaften in Kairo. Ein Jahr darauf wurde sie in Mailand mit Renata Knapik-Miazga, Magdalena Pawłowska und Ewa Trzebińska im Mannschaftswettbewerb Weltmeisterin. Die Europaspiele 2023 in Krakau schloss sie derweil im Einzel auf Rang zwei ab.
Bei den Olympischen Spielen 2024 in Paris nahm Swatowska-Wenglarczyk in zwei Konkurrenzen teil. Im Einzel verlor sie ihr Auftaktgerecht gegen die Südkoreanerin Song Se-ra mit 11:15. Im Mannschaftswettbewerb setzte sie sich gemeinsam mit Renata Knapik-Miazga, Aleksandra Jarecka und Alicja Klasik zunächst in der ersten Runde gegen die Vereinigten Staaten mit 31:29 durch, ehe sie im Halbfinale Frankreich mit 39:45 unterlagen. Im abschließenden Gefecht um den dritten Platz bezwangen die Polinnen China mit 32:31 und gewannen damit die Bronzemedaille.
Für ihren olympischen Medaillengewinn erhielt Swatowska-Wenglarczyk am 4. September 2024 das Goldene Verdienstkreuz der Republik Polen. Sie schloss ein Studium der Physiotherapieen an der Akademia Wychowania Fizycznego im. Jerzego Kukuczki w Katowicach ab und ist verheiratet mit dem polnischen Fechter Jan Wenglarczyk.